# Bert Teuchert
Bert Teuchert (* 1. September 1966 in Freiburg im Breisgau) ist ein ehemaliger deutscher Amateurboxer im Schwergewicht.

## Karriere
Der gelernte Maurer war Zeitsoldat der Bundeswehr und später Feuerwehrmann sowie Kampfsport-Trainer. Er ist rund 1,90 m groß, boxte beim AC Einigkeit Elmshorn von 1893 und wurde von Paul Menczel betreut. Er belegte 1987 den 3. Platz bei den Westdeutschen Meisterschaften und 1988 den 2. Platz nach Finalniederlage gegen Andreas Schnieders. 
1989 gewann er zudem eine Bronzemedaille bei den Europameisterschaften in Athen und eine Bronzemedaille bei den Weltmeisterschaften in Moskau. Er war dabei in den Halbfinalkämpfen gegen Axel Schulz bzw. Jewgeni Sudakow ausgeschieden. Nach der Wiedervereinigung wurde er zudem 1990, 1991 und 1992 Deutscher Meister, wobei er in den Finalkämpfen Peter Stettinger, René Monse und Erik Fuhrmann besiegte.
Auf einen 3. Platz bei den Goodwill Games 1990 in Seattle, wo er erneut gegen Jewgeni Sudakow unterlegen war, folgte der 2. Platz beim Weltcup 1990 in Dublin. Dort war er im Finale gegen Félix Savón ausgeschieden. 1992 gewann er die europäische Olympiaqualifikation in Halle mit Finalsieg gegen Željko Mavrović und nahm anschließend an den Olympischen Spielen 1992 in Barcelona teil. Nach einem Vorrundensieg gegen den Argentinier Elio Ibarra, verlor er im Achtelfinale erneut gegen Félix Savón. 1990 und 1993 gewann er den Chemiepokal.
Teuchert ist zudem Deutscher Meister 1986 und 1987 im Kickboxen.
Heute arbeitet Teuchert u. a. als Trainer für den BSV Freiburg.